# 詞
詞（し）は、中国における韻文形式の一つ、あるいは歌謡文芸の一つ。
宋代に隆盛したので宋詞（そうし）ともいう。唐・五代では曲・雑曲・曲子詞（きょくしし）とも呼ばれた。また詩に対して詩余（しよ）とも言われ、長短不揃いの句で構成されることから長短句（ちょうたんく）ともいう。曲に合わせて詞が書かれたので、詞を埋めるという意味で填詞（てんし）、音楽に合わせるという意味で倚声（いせい）とも言われる。日本語では詩（し）と同音であるため、区別しやすく中国語音からツーと呼ばれることがある。
後代には音楽に合わせて作られるのではなく、前人の作品の平仄に合わせて作られるようになったため、詩と同様、朗読される詩歌の一種となった。

## 形式
詞は1篇の字数が決まっている。また平仄と脚韻を持っており、その規則は近体詩に非常によく似ている。しかし、近体詩と異なって句ごとに字数が異なる。同様な形式に古楽府があり、実際に古くは詞のことを楽府と呼ぶこともあったが、楽府とは平仄の規則が異なるので区別がつく。1句の字数は1字から11字（水調歌頭）まである。
詞は詞調に合わせて作られるが、詞調ごとに形式が決められており、例えば「憶江南」では、句の字数が3・5・7・7・5、押韻が2・4・5句目と決められている。
詞調には特定の名称が決められており、これを詞牌（しはい）という。詞の題名には詞牌が使われており、詩のように内容による題はつけられない。その代わり、詞牌の下に詞題が添えられたり、小序が作られた。ただし、後代には内容による詞題が設けられることもあった。詞牌の数は、清の康熙帝勅撰の『詞譜』によると、826調、同一詞牌で形式の異なる「同調異体」を数えると2306体に登る。このうち詞牌は100調くらいであったという。最も短いのは「竹枝」の14字、長いのは「鶯啼序」の240字である。

## 歴史
唐代、西域から新しい音楽（胡楽）が流入すると、従来の音楽体系が大きく変化した。このようにしてできた音楽に合わせて作られた歌詞が詞の由来である。その来源には宮中の燕楽や民間の通俗音楽にいたるいくつかがあると考えられる。
後代、曲や楽譜の伝承が途絶えると、その平仄や句式を基準にして作られた。
一般に李白が詞を初めて作ったと言われているが、李白の詞と呼ばれるものは題が詞牌になっているものの、形式の上では近体詩そのものであって、句の字数に変化がない（菩薩蛮・憶秦娥は句ごとの字数が異なるが、李白の作でない可能性が高い）。盛唐では張志和「漁父」で七字の句を三+三にするなど詞の萌芽が見え、中唐以降に盛んになる。とくに晩唐の温庭筠は大量の詞の作者として知られる。
五代十国時代では前蜀の宰相になった韋荘がこの地に温庭筠の詞風を広め、後蜀では詞集『花間集』が編纂された。このため温庭筠とその一派を「花間派」と称する。また、南唐の後主は史上屈指の詞人として知られる。
北宋にはいると詞は全盛期をむかえる。11世紀、仁宗のころになると、「慢」と呼ばれる字数の長い詞が現れた。また、従来は偶数句で押韻していたのが、3句以上に伸びた。とくに柳永は慢詞を多く作り、また俗語を多用して大流行した。北宋末の周邦彦は柳永の強い影響を受けつつ、典故を多用してより典雅な詞を書いた。
宋の政治家は詞人としても優れた人物が多かったが（晏殊・晏幾道・范仲淹・欧陽脩・王安石・司馬光など）、中でも蘇軾はそれまで婉麗なものとされていた詞の表現や内容を大きく変更して、
詩で読むものとされていた内容を詞に盛り込んだ。蘇軾にはじまる豪放派の詞人には、南宋の辛棄疾や陸游、金の元好問らがある（ただし蘇軾の詞に「豪放」なものはごく少ないために豪放派の名は適切でないという議論があり、むしろ現実の体験に即して作詞した「現実派」と呼ぶ方が適切だともいう）。
南宋では専業の文人が出現した点に特徴がある。代表的な詞人には姜夔・呉文英・張炎・周密らがある。作曲家でもあった姜夔は詞の楽譜を残しており、また張炎は作品のほかに詞論書『詞源』を撰述したことでも重要である。
元・明では詞は振るわなかったが、清初になると復興し、納蘭性徳のような優れた詞人が現れた。清初の人々が多く北宋を理想としたのに対し、朱彝尊は南宋の姜夔と張炎を模範とした。

## 詞の分類
詞の分類方法にはいくつかがある。字数による分類によると、
- 小令 - 60字ぐらいまでの短編
- 慢詞 - それ以上の長編

宋初までは小令がほとんどであった。後代、
- 小令 - 58字以内
- 中調 - 59字から90字
- 長調 - 91字以上

という分類がされたが、何か根拠となるようなものがあるわけではなく、単なる分類の目安である。
また段落の数により、
- 単調 - 分段されない小令。「漁歌子」「搗練子」「調笑令」「如夢令」など。
- 双調 - 上下2闋（ケツ、詞の段落）。小令・中調・長調いずれもある。「菩薩蛮」「西江月」「満江紅」「蝶恋花」など。
- 三畳 - 3闋。「蘭陵王」など。
- 四畳 - 4闋。「鶯啼序」。

## 主な詞牌
この節の参考資料。かっこ内は清の勅撰『欽定詞譜』で選ばれた代表作の作者。

### 小令
- 十六字令：単調十六字、四句三平韻。（張孝祥）
- 梧桐影：単調二十字、四句両仄韻。（呂岩）
- 南歌子：単調二十三字、五句三平韻。（温庭筠）
- 搗練子：単調二十七字、五句三平韻。（馮延巳）
- 憶江南：単調二十七字、五句三平韻。（白居易）
- 漁歌子：単調二十七字、五句四平韻。（張志和）
- 春暁曲：単調二十七字、四句三仄韻。（朱敦儒）
- 南郷子：単調二十七字、五句两平韻三仄韻。（欧陽炯）
- 寿陽曲：単調二十七字、五句一平韻三叶韻。（張可久）
- 浪淘沙：単調二十八字、四句三平韻。（皇甫松）
- 甘州曲：単調二十九字（三十三字）、六句五平韻。（王衍）
- 憶王孫：単調三十一字、五句五平韻。（李重元）
- 古調笑：単調三十二字、八句四仄韻両平韻両畳韻。（王建）
- 遐方怨：単調三十二字、七句四平韻。（温庭筠）
- 如夢令：単調三十三字、七句五仄韻一畳韻。（後唐荘宗）
- 訴衷情：単調三十三字、十一句五仄韻六平韻。（温庭筠）
- 天仙子：単調三十四字、六句五仄韻。（皇甫松）
- 江城子：単調三十五字、七句五平韻。（韋荘）
- 相見歓：双調三十六字、上闋三句三平韻、下闋四句両仄韻両平韻。（薛昭藴）
- 長相思：双調三十六字、上下闋各四句三平韻一畳韻。（白居易）
- 何満子：単調三十六字、六句三平韻。（和凝）
- 生査子：双調四十字、上下闋各四句両仄韻。（韓偓）
- 昭君怨：双調四十字、上下闋各四句両仄韻両平韻。（万俟詠）
- 酒泉子：双調四十字、上闕五句両平韻両仄韻、下闋五句三仄韻一平韻。（温庭筠）
- 点絳唇：双調四十一字、上闕四句三仄韻、下闋五句四仄韻。（馮延巳）
- 浣渓沙：双調四十二字、上闕三句三平韻、下闋三句両平韻。（韓偓）
- 菩薩蛮：双調四十四字，上下闕各四句両仄韻両平韻。（李白）
- 卜算子：双調四十四字、上下闋各四句両仄韻。（蘇軾）
- 採桑子：双調四十四字、上下闋各四句三平韻。（和凝）
- 減字木蘭花：双調四十四字、上下闋各四句両仄韻両平韻。（欧陽脩）
- 謁金門：双調四十五字、上下闕各四句四仄韻。（韋荘）
- 憶秦娥：双調四十六字、上下闕各五句三仄韻一畳韻。（李白）
- 清平楽：双調四十六字、上闋四句四仄韻、下闋四句三平韻。（李白）
- 更漏子：双調四十六字、上闕六句両仄韻両平韻、下闋六句三仄韻両平韻。（温庭筠）
- 阮郎帰：双調四十七字、上闋四句四平韻、下闋五句四平韻。（李煜）
- 画堂春：双調四十七字、上闋四句四平韻、下闋四句三平韻。（秦観）
- 烏夜啼：双調四十七字、上下闕各四句両平韻。（李煜）
- 賀聖朝：双調四十七字、上闋五句三仄韻、下闋六句両仄韻。（馮延巳）
- 桃源憶故人：双調四十八字、上下闕各四句四仄韻。（欧陽脩）
- 山花子：双調四十八字、上闋四句三平韻、下闋四句両平韻。（李璟）
- 武陵春：双調四十八字、上下闕各四句三平韻。（毛滂）
- 太常引：双調四十九字、上闋四句四平韻、下闋五句三平韻。（辛棄疾）
- 西江月：双調五十字、上下闋各四句両平韻一叶韻。（柳永）
- 少年遊：双調五十字、上闋五句三平韻、下闋五句両平韻。（晏殊）
- 酔花陰：双調五十二字、上下闋各五句三仄韻。（毛滂）
- 浪淘沙令：双調五十四字、上下闋各五句四平韻。（李煜）

- 擷芳詞：双調五十四字、上下闋各七句六仄韻。（佚名）
- 臨江仙：双調五十四字、上下闋各四句三平韻。（和凝）

- 鷓鴣天：双調五十五字、上闋四句三平韻、下闋五句三平韻。（晏幾道）
- 河伝：双調五十五字、上闋七句両仄韻五平韻、下闋七句三仄韻四平韻。（温庭筠）
- 鵲橋仙：双調五十六字、上下闋各五句両仄韻。（欧陽脩）
- 虞美人：双調五十六字、上下闋各四句両仄韻両平韻。（李煜）
- 玉楼春：双調五十六字、上下闕各四句三仄韻。（顧夐）
- 一斛珠：双調五十七字、上下闋各五句四仄韻。（李煜）
- 踏莎行：双調五十八字、上下闋各五句三仄韻。（晏殊）
- 小重山：双調五十八字、上下闋各四句四平韻。（薛昭藴）

### 中調
- 蝶恋花：双調六十字、上下闋各五句四仄韻。（馮延巳）
- 一翦梅：双調六十字、上下闋各六句三平韻。（周邦彦）
- 唐多令：双調六十字、上下闋各五句四平韻。（劉過）
- 漁家傲：双調六十二字、上下闋各五句五仄韻。（晏殊）
- 蘇幕遮：双調六十二字、上下闋各七句四仄韻。（范仲淹）
- 定風波：双調六十二字、上闋五句三平韻两仄韻、下闋六句四仄韻両平韻。（欧陽炯）
- 破陣子：双調六十二字、上下闋各五句三平韻。（晏殊）
- 喝火令：双調六十五字、上闋五句三平韻、下闋七句四平韻。（黄庭堅）
- 錦纏道：双調六十六字、上闋六句四仄韻、下闋六句三仄韻。（宋祁）
- 謝池春：双調六十六字、上下闋各六句四仄韻。（陸游）
- 青玉案：双調六十七字、上下闋各六句五仄韻。（賀鋳）
- 御街行：双調七十六字、上下闋各七句四仄韻。（蘇軾）
- 離亭宴：双調七十七字、上下闋各六句五仄韻。（張先）
- 一叢花：双調七十八字、上下闋各七句四平韻。（柳永）
- 驀山渓：双調八十二字、上下闋各九句三仄韻。（程垓）
- 洞仙歌：双調八十三字、上闋六句三仄韻、下闋七句三仄韻。（蘇軾）

### 長調
- 酔翁操：双調九十一字、上闋十句十平韻、下闋十句八平韻。（蘇軾）
- 満江紅：双調九十三字、上闋八句四仄韻、下闋十句五仄韻。（柳永）
- 水調歌頭：双調九十五字、上闋九句四平韻、下闋十句四平韻。（毛滂）
- 満庭芳：双調九十五字、上下闋各十句四平韻。（晏幾道）
- 漢宮春：双調九十六字、上下闋各九句四平韻。（晁沖之）
- 八声甘州：双調九十七字、上下闋各九句四平韻。（柳永）
- 長亭怨：双調九十七字、上下闋各九句五仄韻。（姜夔）
- 昼夜楽：双調九十八字、上闋八句六仄韻、下闋八句五仄韻。（柳永）
- 双双燕：双調九十八字、上闋九句五仄韻、下闋十句七仄韻。（史達祖）
- 揚州慢：双調九十八字、上闋十句四平韻、下闋九句四平韻。（姜夔）
- 声声慢：双調九十九字、上闋九句四平韻、下闋八句四平韻。（晁補之）
- 鳳池吟：双調九十九字、上闋十一句四平韻、下闋十句四平韻。（呉文英）
- 念奴嬌：双調一百字、上下闋各十句四仄韻。（蘇軾）
- 桂枝香：双調一百一字、上下闋各十句五仄韻。（王安石）
- 翠楼吟：双調一百一字、上闋十一句六仄韻、下闋十二句七仄韻。（姜夔）
- 石州慢：双調一百二字、上闋十句四仄韻、下闋十一句五仄韻。（賀鋳）
- 水龍吟：双調一百二字、上闋十一句四仄韻、下闋十一句五仄韻。（蘇軾）
- 雨霖鈴：双調一百三字、上闋十句五仄韻、下闋九句五仄韻。（柳永）
- 春雲怨：双調一百三字、上闋十一句五仄韻、下闋十句五仄韻。（馮艾子）
- 永遇楽：双調一百四字、上下闋各十一句四仄韻。（蘇軾）
- 綺寮怨：双調一百四字、上闋八句四平韻、下闋九句七平韻。（周邦彦）
- 望海潮：双調一百七字、上闋十一句五平韻、下闋十一句六平韻。（柳永）
- 沁園春：双調一百十四字、上闋十三句四平韻、下闋十二句五平韻。（蘇軾）
- 賀新郎：双調一百十六字、上下闋各十句六仄韻。（葉夢得）
- 摸魚児：双調一百十六字、上闋十句六仄韻、下闋十一句七仄韻。（晁補之）
- 六州歌頭：双調一百四十三字、上闋十九句八平韻八叶韻、下闋二十句八平韻十叶韻。（賀鋳）
- 鶯啼序：四畳二百四十字、第一段八句四仄韻、第二段十句四仄韻、第三段十四句四仄韻、第四段十四句五仄韻。（呉文英）